# Lisa Izquierdo
Lisa Izquierdo (ur. 29 sierpnia 1994 w Staßfurcie) – niemiecka siatkarka, reprezentantka kraju, grająca na pozycji przyjmującej. Od sezonu 2018/2019 występuje w drużynie Nawaro Straubing.

## Sukcesy klubowe
Mistrzostwo Niemiec:
- 2014, 2015, 2016
- 2013

Puchar Niemiec:
- 2016

## Sukcesy reprezentacyjne
Mistrzostwa Europy:
- 2013

Liga Europejska:
- 2014

## Nagrody indywidualne
- 2012 - Najlepsza atakująca Mistrzostw Europy Juniorek